# Denzel Curry
Denzel Rae Don Curry, född 16 februari 1995 är en amerikansk rappare från Carol City, Florida. Curry har uppmärksammats för sin energiska, intensiva och experimentella hiphop där han blandar oldschool hip-hop med den moderna trap-stilen. Curry är även känd som en mycket bra lyricist och hans låtar har ofta en djup underliggande mening. Han blev känd 2015 med sin hitsingel Ultimate från dubbel EP:n 32 Zel/Planet Shrooms. I december 2017 uppträdde han på Kägelbanan i Stockholm.
2016 släppte Denzel Curry sitt album Imperial. Albumet var hans andra studioalbum och var väldigt omtyckt bland hans lyssnare. Albumet släpptes på apple music och spotify den 14 october 2016.
2018 släppte Curry albumet TA13OO som blev en kommersiell succé..